# دیتمار هوتگر
دیتمار هوتگر (آلمانی: Dietmar Hötger؛ زادهٔ ۱۹۴۷) جودوکار اهل آلمان بود.
وی در مسابقات کشوری و بین‌المللی در مجموع برندهٔ ۲ مدال طلا، ۱ مدال نقره، ۲ مدال برنز شده‌است.